# Henning Adolf Gyllenborg
Henning Adolf Gyllenborg (12. juni 1713—26. november 1775) var en svensk greve og rigsråd. Han var sønnesøn af Jakob Gyllenborg og fætter til Gustaf Fredrik Gyllenborg.
Gyllenborg studerede først i Uppsala og senere i Lund samt indtrådte 1732 i kancelliet. På rigsmødet 1742—43 modarbejdede han som tilhænger af hertugen af Birkenfeld den danske kronprins’ valg til tronfølger og advarede mod at forene tronfølgervalget med freden. Ved sit navn og sin farbroders indflydelse samt støttet af sine store talegaver kom han snart til at spille en ledende rolle i hattepartiet. Under rigsdagen 1746—47 tog Gyllenborg i det hemmelige udvalg ordet for hurtige og kraftige foranstaltninger, sigtende til at hævde landets uafhængighed og for at afvise den russiske afsendings uforskammede fordringer, ja han foreslog endog, at det hemmelige udvalg skulde tage sig den samme ubegrænsede myndighed, hvormed Roms konsuler fordum, når staten var i den yderste fare, plejede at beklædes. Han indsattes som formand i en inden for det hemmelige udvalg nedsat kommission, som skulde undersøge og dømme om beskyldningerne mod de 4 rigsråder Åkerhielm, Cronstedt, Posse og Wrangel. 1747 blev Gyllenborg hofkansler med sæde i kancellikollegiet, på rigsdagen 1751—52 var han landmarskal. Ved håndfæstningens 
affattelse og vedtagelse virkede han for, at kongens myndighed indskrænkedes til at lade iværksætte de beslutninger, som de egentlige magthavere — under rigsdagene stænderne og mellem rigsdagene rigsrådet — havde fattet, og modarbejdede alle kongens forsøg på at give sig skin af en større myndighed. På rigsdagen 1755—56 genindsat i det hemmelige udvalg havde han stor del i  oprettelsen af den såkaldte rigsakt, i hvilken stændernes misfornøjelse med kongens delagtighed i sammensværgelsen 1755 gav sig udtryk. 1756 blev Gyllenborg rigsråd og stemte 1757 for krig med Preussen.